# 境村 (岐阜県)
境村（さかいむら）は、かつて岐阜県海津郡に存在した村である。
現在の海津市南濃町の南部（境）に該当する。1883年（明治16年）に三重県桑名郡金廻村、油島新田、江内村が岐阜県に編入されるまでは、岐阜県最南端の村であった。
境村設立時は下石津郡の村であったが、郡制による郡の合併により、海津郡の村となっている。

## 歴史
- 1875年（明治8年） - 石津郡下境村、下一色村が合併し、境村になる。
- 1878年（明治11年） - 石津郡は上石津郡と下石津郡に分割され、境村は下石津郡となる。
- 1889年（明治22年）7月1日 - 町村制により、境村発足。
- 1897年（明治30年）4月1日[2] - 郡制に基づき、下石津郡、海西郡と安八郡の一部が合併したことにより海津郡の所属となる。
- 1897年（明治30年）4月1日 - 太田村、田鶴村、吉田村、松山村と合併し石津村が発足。同日境村廃止。